# 1540
1540. је била проста година.

## Догађаји

### Септембар
- 27. септембар — Папа Павле III одобрио је булом „Regimini militantis eccleciae“ оснивање језуитског католичког реда.

## Смрти
- Википедија:Непознат датум — Преподобни Данило Перејаславски - хришћански светитељ.